# Lethe satyavati
Lethe satyavati är en fjärilsart som beskrevs av De Nicéville 1880. Lethe satyavati ingår i släktet Lethe och familjen praktfjärilar. Inga underarter finns listade i Catalogue of Life.